# KK Sloboda Užice
El KK Sloboda Užice es un equipo de baloncesto serbio con sede en la ciudad de Užice, que compite en la Košarkaška Liga Srbije, la máxima competición de su país. Disputa sus partidos en el Veliki Park Sports Hall, con capacidad para 2200 espectadores. 

## Nombres
- KK Sloboda - 1950-1962
- KK Sevojno - 1962-1972
- KK Raketa - 1972-1976
- KK Prvi partizan - 1976-1991
- KK Užice - 1991-2001
- KK Forma Play Off - 2001-2004
- KK Gradina - 2004-2006
- KK Sloboda - 2006-presente

## Posiciones en liga
- 2007 - (1-1Srpska)
- 2008 - (12-B)
- 2009 - (11-B)
- 2010 - (2-1Srpska)
- 2011 - (13-A)
- 2012 - (14)
- 2013 - (7)

## Palmarés
- 1Srpska Liga:
  - Campeón Grupo Sur (1): 2006-2007
- KLS B:
  - Campeón (1): 2017-2018